# Örgryte IS
Örgryte Idrottsällskap (normalt bare kendt som Örgryte IS) er en svensk fodboldklub fra Göteborg. Klubben blev grundlagt i 1887 og er Sveriges ældste fodboldklub. Klubben har vundet 12 svenske mesterskaber samt én pokaltitel. I lang tid spillede holdet i røde bluser og blå bukser, men i 2018, gentog man de klaretfarvede (burgunderfarvede) gamle bluser. 
Klubben spiller den svenske række, SuperEttan og har hjemmebane på stadionet Valhalla IP.

## Titler
- Svensk mesterskab (12): 1896, 1897, 1898, 1898, 1902, 1904, 1905, 1906, 1907, 1909, 1913 og 1985

- Svensk Pokalturnering (1): 2000

## Kendte spillere
- Marcus Allbäck
- Johan Elmander
- Gunnar Gren
- Sammy McIlroy
- Afonso Alves
- Ailton Almeida
- Álvaro Santos

## Danske spillere
- Allan Kuhn